# 石束毎明
石束 毎明（いしづか つねあき、（寛文6年（1666年） - 宝暦5年1月15日（1755年2月25日））は、江戸時代中期の武士。但馬国豊岡藩京極家の筆頭家老。通称は宇右衛門（うえもん）。
豊岡藩家老石束毎公の長男として豊岡に誕生。妹に赤穂事件で有名な赤穂藩家老大石良雄の妻りく（香林院）がいる。
元禄16年（1703年）に石束家の家督と家老職を相続した。この際に新地300石を加増され、石束家の家禄は都合1500石となった。しかし享保12年（1727年）主家京極家が無嗣になり、京極高永に家督相続が認められたものの3万石から1万5千石に半地される事件があり、石束家の家禄も半減した。毎明はこの半地に対応するため、積極的に藩士のリストラと倹約にあたり、豊岡藩の財政維持にあたった。また殖産興業に力を尽くし、のちに豊岡名物品となる柳行李を生産させたのも彼の業績である。
高取藩家老中谷高房の娘を妻に迎え、その間に石束毎雅をもうけた。元文元年（1736年）11月19日、妹・りくが死去。毎雅に家老職を譲ったが、毎雅は藩主京極高永と藩政改革を巡って対立を深め、延享4年（1747年）には家老を辞して藩を去ることとなり、毎明も甥にあたる広島藩士大石大三郎（大石良雄の子・良恭）のもとに身を寄せた。毎雅は良恭・良尚の父子と不和で広島藩から追放され京都に住むが、父に先立ち宝暦2年（1752年）に死去。毎明は広島城下で浪人として隠遁生活をおくる。
宝暦5年（1755年）広島で死去。享年90。妹・りくと同じ国泰寺に埋葬された。
昭和20年（1945年）8月6日の原爆投下で毎明およびりくの墓は全焼全壊した。昭和53年（1978年）に国泰寺が広島市西区の己斐に移転した際にりくの墓は同地に再建されたが、毎明の墓は養源寺にある祖父・毎術と同じ石束家墓所に現在は移っている（同墓は一般公開（観光墓地）ではなく檀家墓地にある）。